# Narsaqs kommun
Narsaqs kommun var en kommun på Grönland fram till 1 januari 2009. Från detta datum ingår Narsaq i den nya storkommunen Kujalleq. Narsaq låg i amtet Kitaa. Huvudort var Narsaq.

## Byar
- Igaliku
- Qassiarsuk
- Narsarsuaq